# Zrcalo Erised
Zrcalo Erised je izmišljeni predmet iz serije romana o Harry Potteru britanske spisateljice J. K. Rowling.
Zrcalo Erised je mistično ogledalo koje je Harry Potter otkrio u jednom od tajnih hodnika Škole vještičarenja i čarobnjaštva Hogwarts. Erised se pojavljuje samo na Harryjevoj prvoj godini u Hogwartsu - u knjizi Harry Potter i Kamen mudraca. Na ogledalu je ispisan naziv na engleskom koji naopako pročitan znači: ja ne pokazujem tvoje lice nego želje srca tvoga
U nazivu na engleskom se pojavljuje kao prva, riječ erised što je ustvari desire (na hrvatskom žudnja). Prema riječima Albusa Dumbledorea, 

Harry u Zrcalu vidi svoje roditelje, James i Lily Potter, kao i svu svoju ostalu obitelj koju nikad nije upoznao, Ron Weasley vidi sebe kao Glavnog prefekta i kao Kapetana metlobojske ekipe Gryffindora kako u rukama drži Međudomski i Metlobojski pehar (to otkriva njegovu želju da se dokaže i da prestane biti u sjeni svoje uspješne braće). Albus Dumbledore, jedan od četiri lika koji je u romanima stao pred Zrcalo Erised, tvrdi kako je vidio sebe kako u rukama drži nekoliko parova čarapa jer kaže da "...čovjek nema nikad dosta čarapa...". Kaže da nikad za Božić ne dobiva čarape i da mu ljudi samo poklanjaju knjige. To možda navodi navodi na činjenicu da je Dumbledore u potpunosti sretan, ali je ipak Harry na kraju rekao da sumnja u njegovu iskrenost. 
Zrcalo Erised je bila posljednja i najjača zaštita Kamenu mudraca. Dumbledore je sakrio Zrcalo i Kamen u njemu. Začarao je tako da Kamen može uzeti samo osoba koja želi ga uzeti, ali ne i iskoristiti. Svi drugi bi sebe vidjeli kako piju Elikser života ili pretvaraju stvari u zlato, prije nego sebe kako nalaze Kamen. Tako je Profesor Quirrel vidio sebe s Kamenom u ruci, ali ga nije mogao uzeti. Zato je iskoristio Harryja, koji je mogao uzeti Kamen, jer se nije htio koristiti njime. Harry je uspio uzeo Kamen, ali ga se Quirrel na sreću nije uspio domoći.
Mnogi vjeruju da je u Zrcalu Erised skriven Voldemortov horkruks.